# Henckovce
Henckovce – wieś (obec) na Słowacji położona w kraju koszyckim, w powiecie Rożniawa. Pierwsze wzmianki o miejscowości pochodzą z roku 1470. 
Według danych z dnia 31 grudnia 2012, wieś zamieszkiwało 445 osób, w tym 216 kobiet i 229 mężczyzn.
W 2001 roku rozkład populacji względem narodowości i przynależności etnicznej wyglądał następująco:
- Słowacy – 78,24%
- Romowie – 20,37%
- Węgrzy – 0,69%

Ze względu na wyznawaną religię struktura mieszkańców kształtowała się w 2001 roku następująco:
- Katolicy rzymscy – 18,52%
- Ewangelicy – 53,47%
- Ateiści – 24,77%
- Nie podano – 2,78%